# Декрет о земле

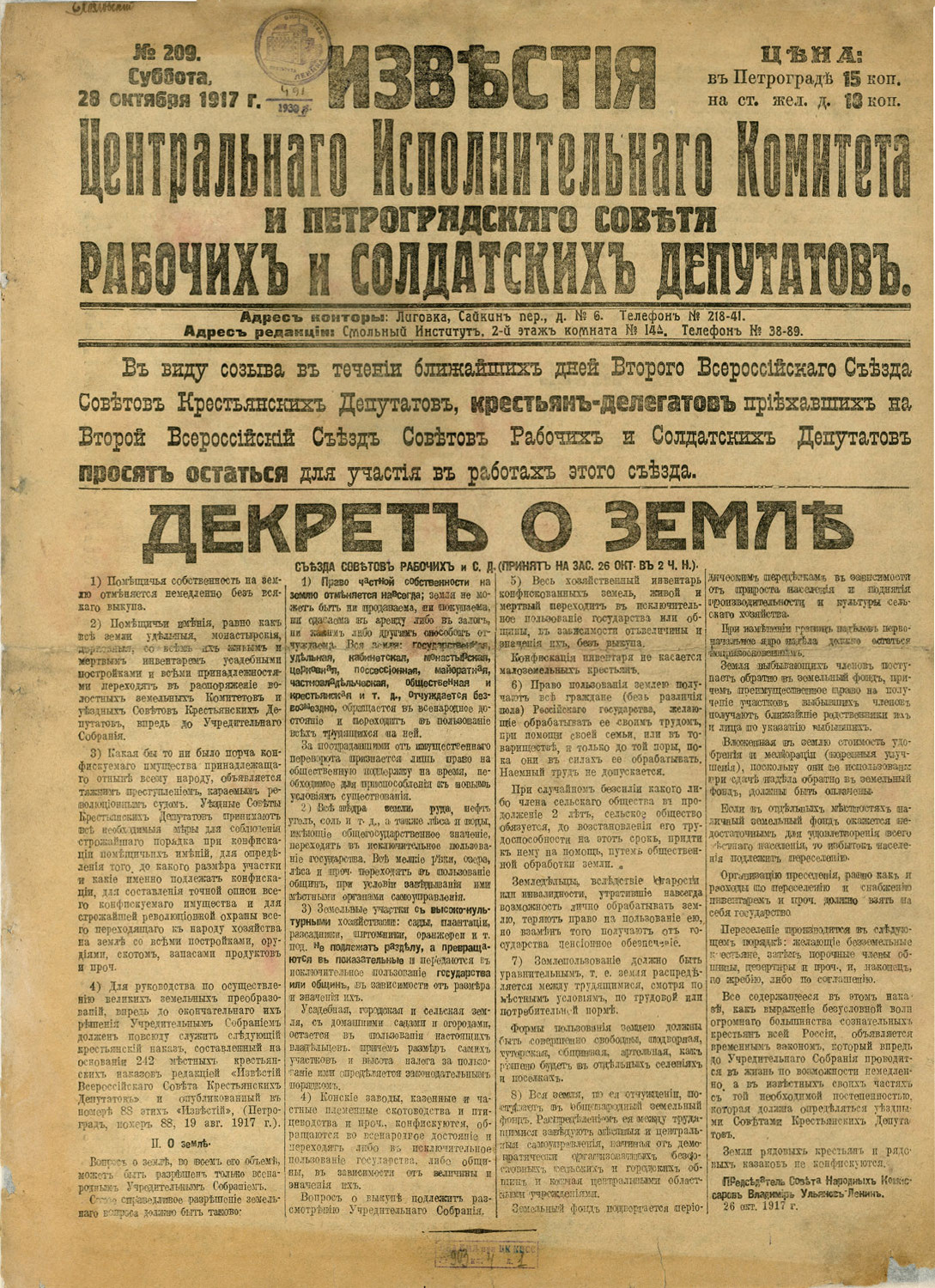
Декрет о земле

Декре́т о земле́ — один из первых декретов советской власти, принятый на Втором всероссийском съезде советов 26 октября (8 ноября по новому стилю) 1917 года. Разрешил земельный вопрос.

## Источниковая база Декрета
Источниками Декрета о земле (далее — Декрет) являлись:
1. Так называемые крестьянские наказы, сформулированные Советами и земельными комитетами в августе 1917 года.
2. Эсеровская аграрная программа.

Декрет о земле (принят на заседании 26 октября, в 2 часа ночи)
1) Помещичья собственность на землю отменяется немедленно без всякого выкупа.
2) Помещичьи имения, равно как все земли удельные, монастырские, церковные со всеми их живым и мертвым инвентарем, усадебными постройками и всеми принадлежностями, переходят в распоряжение волостных земельных Комитетов и уездных Советов Крестьянских Депутатов впредь до Учредительного Собрания.
3) Какая бы то ни была порча конфискуемого имущества, принадлежащего отныне всему народу объявляется тяжким преступлением, караемым революционным судом…
4) Для руководства по осуществлению великих земельных преобразований, впредь до окончательного их решения Учредительным Собранием должен повсюду служить следующий крестьянский наказ…
5) Земля рядовых казаков и крестьян не конфискуется.— Отпечатано в «Правде» № 171 от 28 октября по ст. ст. 1917 года

## Содержание Декрета
1. Многообразие форм землепользования (подворное, хуторское, общинное, артельное).
2. Конфискация помещичьих земель и имений. Причём отмечалось, что «Земли рядовых крестьян и рядовых казаков не конфискуются.»
3. Переход конфискованных земель и имений в распоряжение волостных земельных комитетов и уездных Советов крестьянских депутатов.
4. Переход земли во всенародное достояние («Вся земля: государственная, удельная, кабинетская, монастырская, церковная, посессионная, майоратная, частновладельческая, общественная и крестьянская и т. д., отчуждается безвозмездно, обращается в всенародное достояние и переходит в пользование всех трудящихся на ней») с последующей безвозмездной передачей её крестьянам. «Вся земля, по её отчуждении, поступает в общенародный земельный фонд. Распределением её между трудящимися заведуют местные и центральные самоуправления, начиная от демократически организованных бессословных сельских и городских общин и кончая центральными областными учреждениями.»
5. Отмена права частной собственности на землю. «Помещичья собственность на землю отменяется немедленно без всякого выкупа. За пострадавшими от имущественного переворота признается лишь право на общественную поддержку на время, необходимое для приспособления к новым условиям существования.»
6. Запрет применения наёмного труда.

Эсеровский по своей сути «Декрет о земле» был заменён «Основным законом о социализации земли» от 19 февраля 1918 года за подписью Председателя Совета Народных Комиссаров В. Ульянова (Ленина) и Председателя Всероссийского Центрального Исполнительного Комитета Я. Свердлова.
К концу 1920 года в 36 губерниях Европейской части России, из 22 847 916 десятин нетрудовых земель в распоряжение крестьянства поступило 21 407 152 десятин (колхозам — 391 614 дес., совхозам — 1 049 150 дес.), что увеличило площадь крестьянских земель с 94 720 628 десятин до 116 127 780 дес., то есть с 80 % до 99,8 % от общей площади всех удобных земель (данные Центрального Управления Землеустройства).

## Значение Декрета
Декрет о земле чётко определил отношение новой власти к частной собственности, к наёмному труду. Эти формулировки надолго стали основой земельной политики СССР и стран социализма.
Право частной собственности на землю в России вновь было закреплено только в Конституции 1993 года.
Стенограмма речи Ленина высказанная о «Декрете на землю»:

«…Я прочту вам те пункты декрета который должно выпустить Ваше Советское правительство. В одном из пунктов этого декрета помещён наказ земельным Комитетам, составленный на основании 242 наказов местных Советов Крестьянских Депутатов (Декрет и наказ будет помещён отдельно). Здесь раздаются голоса, что сам декрет и наказ составлен С.Р.-ми. Пусть так. Не все ли равно, кем он составлен, но, как демократическое Правительство, мы не можем обойти постановление народных низов, хотя бы мы с ними были не согласны. В огне жизни, применяя его на практике, проводя его на местах, крестьяне сами поймут, где правда…»— «Правда» за № 171 от 28 октября по ст. ст. 1917 г. стр.2